# Filhellenizm

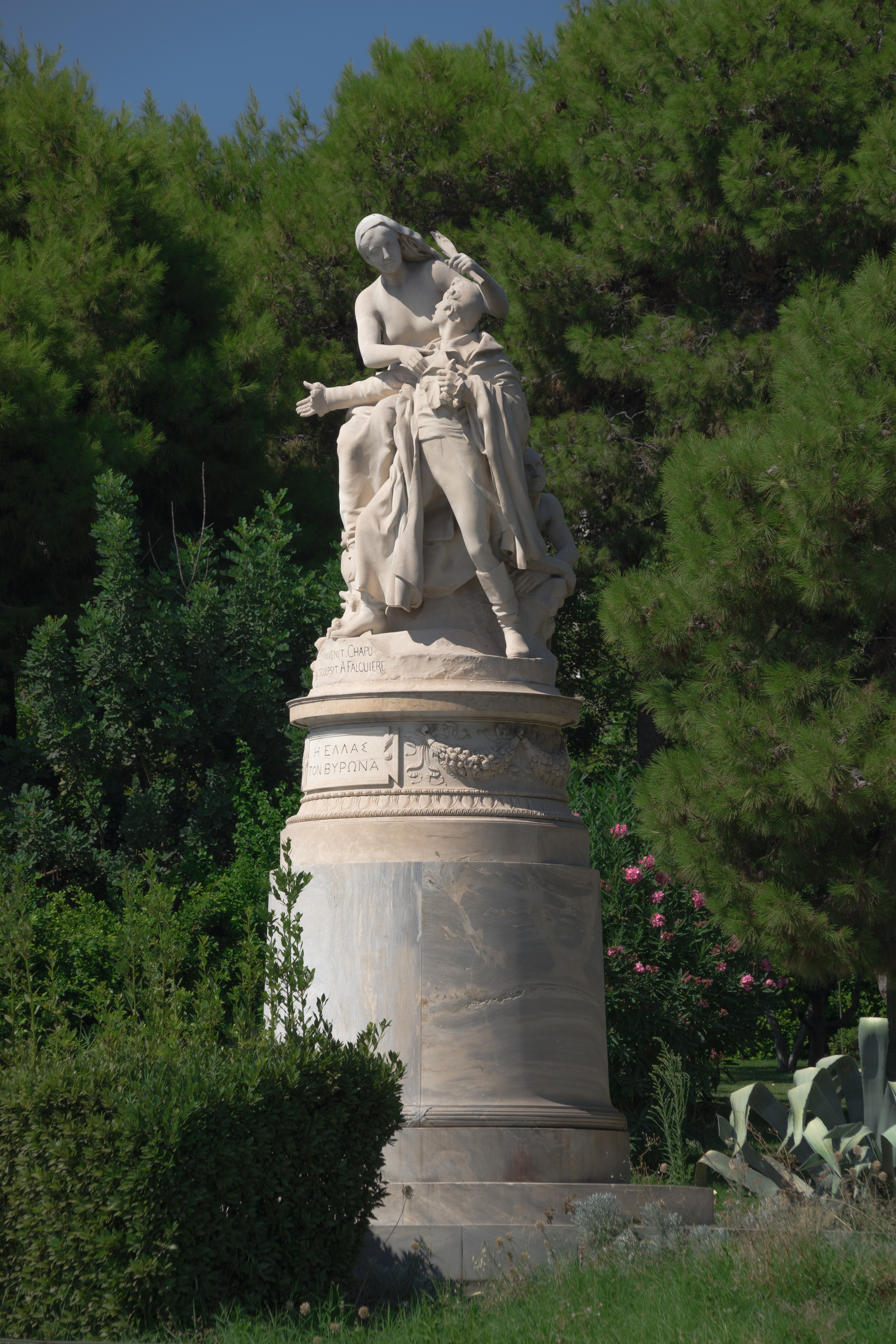
Pomnik pamięci Byrona w centrum Aten, których częścią jest obecnie miejscowość Wirona.

Filhellenizm – postawa wyrażająca sympatię wobec Grecji i Greków; termin zwykle używany w odniesieniu do ruchu kulturalnego, literackiego i politycznego w XIX-wiecznej Europie.
Celem filhellenów było wsparcie Greków w ich „wybijaniu się na niepodległość”, czyli w wojnie narodowowyzwoleńczej z Imperium Osmańskim toczonej w latach 1821-1830. Termin ten jednak funkcjonował już w starożytności, oznaczając wtedy bądź Greka miłującego ojczyznę, bądź był tytułem przyznawanym czynnym sprzymierzeńcom sprawy Greków. Miłośników greckiej kultury nazywano filhellenami także w renesansie.
Współcześnie terminu tego używa się najczęściej w jego węższym znaczeniu, w przeciwieństwie do terminu „hellenizm”, oznaczającego fascynację grecką kulturą w ogóle – głównie antyczną, lecz także współczesną. Filhellenizm był więc poparciem greckich dążeń niepodległościowych, często realizowanym w literaturze (utwory filhelleńskie), publicystyce lub w osobistej ofiarności na rzecz Greków (zbieranie funduszów, osobisty udział w walkach).
Za najważniejszego wśród filhellenów uważany jest lord Byron, który na wieść o wybuchu powstania udał się do Grecji dla współuczestniczenia w walkach. Zmarł jednak w niecały rok po przybyciu wskutek malarycznego klimatu Missolungi, gdzie zaangażował się w pomoc w organizacji działań zbrojnych. Wątki filhelleńskie obecne są m.in. w jego Wędrówkach Childe Harolda oraz w powieściach poetyckich Giaur i Korsarz.

## Polski filhellenizm
Ze względu na podobieństwo sytuacji politycznej Polski i Grecji, filhellenizm polski przybrał szczególną postać. Wątki filhelleńskie występują m.in. w utworach wielu polskich romantyków, m.in.:
- w poemacie dygresyjnym Podróż do Ziemi Świętej z Neapolu oraz w powieści poetyckiej Lambro Juliusza Słowackiego,
- we wczesnych utworach Zygmunta Krasińskiego,
- w poemacie Epimenides oraz lirykach Cypriana Norwida (Marmur biały, Z listu (do Włodzimierza Lubieńskiego)).